# توضیح‌المسائل
رساله توضیح‌المسائل به سبکی از کتاب‌های احکام شیعه گفته می‌شود که توسط مراجع تقلید شیعه برای توضیح مسائل فقهی برای عموم نوشته می‌شود. احکام با طبقه‌بندی موضوعی در آن آورده شده و گاهی حاوی استفتائات (یعنی سؤال و جواب) است.
پیش‌تر مسائل فقهی در قالب رساله‌های عملیه ارائه می‌شد که به دلیل استفاده از واژه‌های تخصصی، فهم آن برای عموم بسیار دشوار بود. نخستین بار علامه کرباسچیان شکل کنونی این رساله‌ها را تدوین و در زمان سید حسین بروجردی و با تأیید وی چاپ کرد...
اولین رساله عملیه شاخص به زبان فارسی اثری به نام رساله نخبه متعلق به محمدابراهیم کلباسی است.